# Адам Хмелецький
Хмеле́цький (також Хмілецький, Хмєлецький, пол. Chmielecki) Адам Ієронімович (Геронімович) гербу Бонча (? — пом. 8 (18 травня) 1652) — шляхтич, козацький військовий та державний діяч, паволоцький наказний полковник, наказний гетьман козацького війська.

## Життєпис

### Походження та ранні роки
Народився Адам Хмелецький, ймовірно, на початку XVII ст в Перемиській землі в родині Героніма (Ієроніма) Хмелецького та його дружини Катаржини. Був шляхтичем гербу Бонча, скоріше за все поляком або спольщеним русином (у польському Географічному словнику Королівства Польського та інших слов'янських країн автор називає його зрадником). 
Доводився небожем Стефану Хмелецькому — покійному воєводі Київському († 1630), недавньому герою антитатарських походів; дослідник А. Роллє помилково вважає його сином останнього. Воєвода Хмелецький був одружений з Теофілою, вони дійсно мали синів Адама та Лукаша, проте останні померли ще до 1645 року. Якраз після смерті свого двоюрідного брата Лукаша Хмелецького, Адам успадкував 1645 року містечко Балабанівку в Київському воєводстві. Родичем А. Хмелецького (найімовірніше сином) був паволоцький полковник (1651–1653) Степан Хмелецький.

### Роки Хмельниччини

#### Служба в коронному війську
Адам Хмелецький на початку Хмельниччини служив у польському коронному війську ротмістром. Також, у коронному війську бачимо його родичів Рафала Хмелецького, який протягом 1648-1649 років згадується як ротмістр у князя Владислава-Домініка Заславського, а у 1649-1650 — як поручник волоської корогви Петра Корицького, учасник битви під Збаражем; та Веспасіана Хмелецького, товариша корогви у князя Яреми Вишневецького (1649).
Під час мобілізації польських військ великий коронний гетьман Миколай Потоцький, за свідченням В. М'ясковського, вислав на початку лютого 1648 року на Січ (на острові Томаківка) до Богдана Хмельницького посла — ротмістра Миколу (Яна?) Хмелецького, який особисто знав козацького гетьмана, з «універсалом та інструкцією». Однак в документах немає жодного натяку на те, що Хмелецький побував у цей час у козацькому таборі — мабуть його місія не відбулася

#### Посольство на Січ
З новими пропозиціями на Запорожжя вирушили на початку березня Михайло Кричевський і Адам Хмелецький. Ротмістр Хмелецький по дорозі побачив недавно збудовані запорожцями укріплення на острові Томаківці і мав можливість упевнитися в тому, що поляків чекає важка боротьба.
Миколай Потоцький обіцяв гетьману усунути непопулярних реєстрових старшин, обмежити сваволю «жидів-орендарів», що — як описує сучасник — «ексорбітували над козаками»; самому Хмельницькому обіцяв віддати Суботів. Посол Хмелецький переконував Хмельницького не починати війни проти поляків, облишити всі свої бунтівницькі задуми й повернутися на батьківщину: «Запевняю вас чесним словом, що й волосина не спаде з вашої голови». Проте козацький гетьман відмовився. Хмельницький дав відповідь зовні м'яку, але гостру за змістом: щоб була скасована Ординація 1638 року, щоб Потоцький усунув усіх полковників-шляхтичів з їх прибічними гвардійцями та щоб сам, з усім польським військом, залишив територію Війська Запорозького.

#### Перші битви, татарський полон та перехід на бік козаків
Під час битви під Жовтими Водами (29 квітня — 16 травня 1648) А. Хмелецький приїжджав парламентарем до Богдана Хмельницького. Протягом битви під Корсунем (травень 1648) він потрапляє до татарського полону.
Після цієї битви у червні 1648 року, як і інші шляхтичі, котрі спочатку перебували у коронному війську, зокрема Остап Гоголь, Михайло Кричевський, зробив свій життєвий вибір і Адам Хмелецький. Він перейшов на бік повстанців разом з Михайлом Кричевським після того, як Хмельницький викупив їх з татарського полону в середині 1648 року. В тих, хто йшов до Хмельницького відразу ж, мотивація була усіляка: хто вже давно підтримував тісні дружні, а то й родинні зв'язки з козацьким світом, хто керувався щирою симпатією до свого народу і/або релігії (не завагавшись при потребі пройти через релігійну конверсію), кого привела в табір повсталих гірка образа на владу чи когось з вельмож, інші були під враженням козацьких перемог.
Саме з цього часу він стає наказним полковником Паволоцького полку. У 1648–1652 роках (з невеликими перервами) аж до самої страти Хмелецький відігравав у Паволоцькому полку роль основного військового керівника, залишаючись в той же час наказним у полковника І. Куцевича-Миньківського. Він був одним із самих непримиренних противників мирного порозуміння з Річчю Посполитою, поряд з такими полковниками-шляхтичами, як М. Кривоніс, П. Головацький. Кривоніс обстоював гасло: «кінчати цю війну своїм щастям, яке їх (повстанців) супроводжує, а не переговорами».

#### Берестецька кампанія

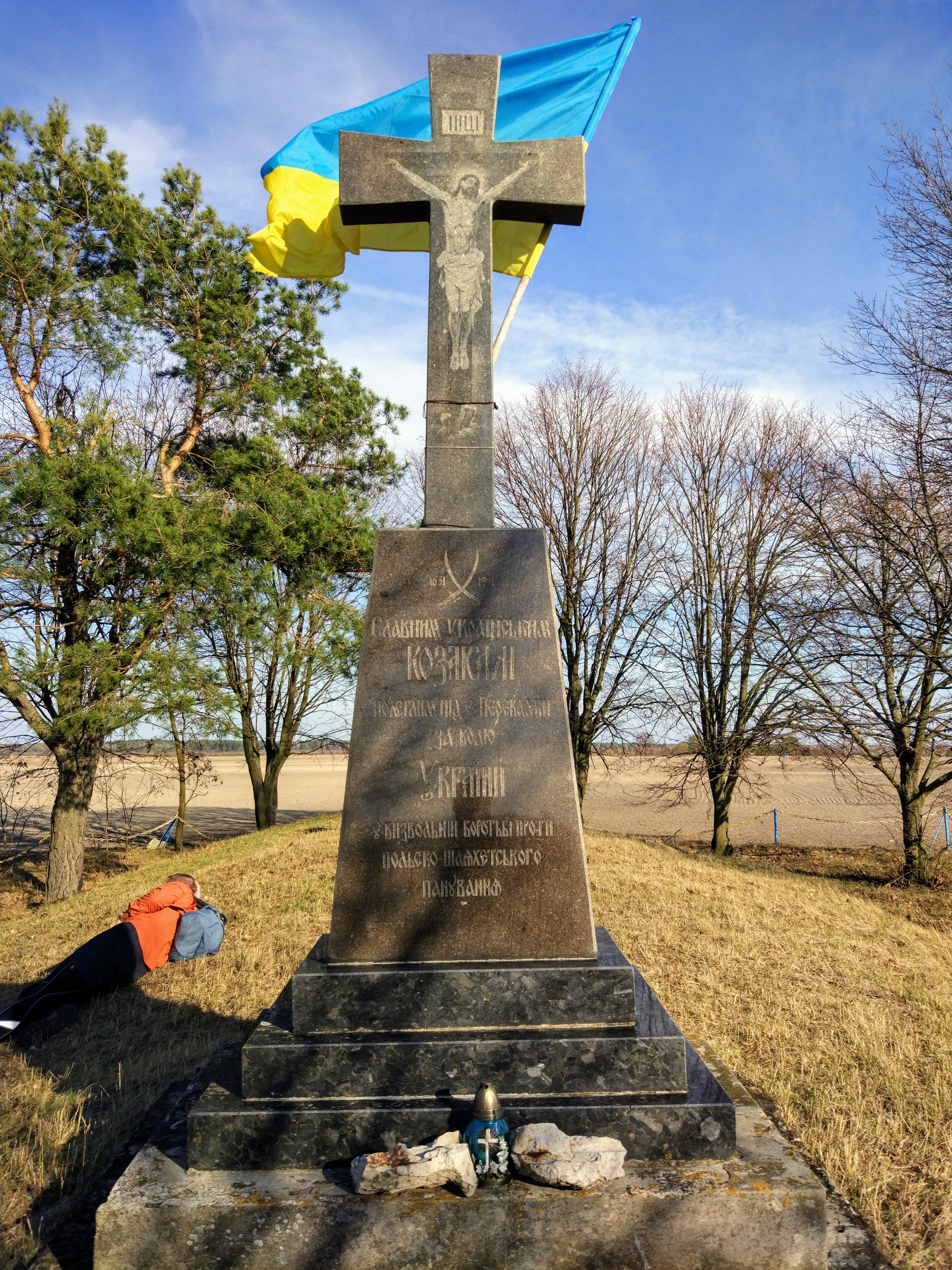
Козацька могила в с. Шниреві на місці бою загону А. Хмелецького

У Берестецькій кампанії (28 червня — 10 липня 1651) А. Хмелецький брав участь на посаді паволоцького наказного полковника. Як засвідчують документи, біля села Шнирів 10 червня 1651 року відбувся бій між козацько-татарським загоном під командуванням Хмелецького і польським загоном, який очолював реєстровий сотник Ясько Ясноборський. Козацький загін, що розмістився на ночівлю на околиці с. Перекалки, був зненацька захоплений поляками і, зазнавши великих втрат, був розбитий. На місці бою і зараз височить козацька могила неподалік села.
Після зради татар під Берестечком, Хмелецький був обраний на деякий час наказним гетьманом козацького війська. Це підтверджується польськими свідченнями полоненого козака Мартина, спійманого під Шниревом, котрий на допиті назвав серед керівників козацького війська Ф. Джалалія та якогось Хмелеччину або Хмелецького. Як зазначав 9 (19) липня 1651 року в листі з табору під Берестечком шляхтич Бжозовський, гетьманом обрали Джалалія, потім цього скинули, бо він щастя не мав. Обрали Хмелецького, шляхтича, рідний брат котрого є в коронному війську, старий жовнір.

#### Після Берестечка. Білоцерківський мир
Пізніше, 6 (16) липня 1651 р. Хмелецький біжить з козацького табору з-під Берестечка до Паволочі, де перебував на той час Богдан Хмельницький. Розпитуючи про гетьмана — але з страхом: просив паволоцьких міщан, щоб упросили йому Хмеля. При зустрічі гетьман кричав на Хмелецького. Тільки прийшов (перед Хмельницького), спитав Хмельницький: «А табір де?» Він стиснув плечі і сказав: «Уже у диявола табір! утекли ми з табору». «Чому-ж?» Бо молодці битися не хотіли". — «А як же корогви?» — І корогви пропали. — «А гармати? А шкатула з червоними золотими?» — «Про неї не знаю». Тоді почав Хмельницький рвати собі волосся на голові і злорічити.. Факт підтверджує, що А. Хмелецький певний час був наказним гетьманом.
27 липня (6 серпня) 1651 р. передові частини коронного війська, йдучи з-під Берестечка, стали табором в Паволочі. Сім корогв втекло до Таборівки. Паволоцький війт Куцевич-Миньківський повідомив про це козаків. 3 (13 серпня) 1651 р. 2 тис. козаків і 500 татар на чолі з І. Виговським та полковником А. Хмелецьким дощенту розгромили під Таборівкою вищевказані корогви, якими командував кам'янецький староста Петро Потоцький (син полководця польської армії Миколая Потоцького), захопили понад 1000 возів із продовольством, гнали жовнірів аж до околиць Паволочі.. Поразка поляків була б неминучою, але їм на допомогу підоспіли вояки князя Яреми Вишневецького і примусили козаків відступити до Білої Церкви.
Під час мирних переговорів у Білій Церкві Адам Хмелецький захищає разом з Іваном Богуном польських комісарів перед роз'юшеною «черню». ≪Говорили, що як би не Хмельницький, не Виговський, Хмелецький, Гладкий, Богун, Громика — комісари були б загинули≫. Але, додержуючись у цей спосіб міжнародного права недоторканості послів, А. Хмелецький є одночасно одним із найзавзятіших противників укладеної тоді угоди з Річчю Посполитою на дуже некорисних для України умовах.

#### В опозиції до Хмельницького. Гетьманські амбіції
А. Хмелецький разом з Осипом Глухом, Матвієм Гладким, Лук'яном Мозирою, Іваном Богуном та іншими (можливо, Ф. Джалалієм) належав до старшинської опозиції, яка не визнавала умов договору. Вони вимагали продовження воєнних дій. Наприкінці 1651 — у січні 1652 р., коли козаки довідалися, що Білоцерківська згода сталася на тім аби реєстрових було тільки 20 тисяч, піднявся у козаків бунт, тому що стали записувати козаків до реєстру «вибором» (не всіх). М. Гладкий сам очолив повстання проти поляків. І досить скоро воно набуло також характеру, спрямованого проти гетьман Хмельницького. В московських урядових колах були зібрані відомості про антихмельницькі виступи в різних місцях; на чолі них джерела називають різних осіб, як от Дедюлю, А. Хмелецького, Богуна, Півтора-Кожуха, Мозирю.Невдовзі під рукою М. Гладкого була вже ціла армія. Разом з ним діяли козацькі загони колишнього полковника корсунського Л. Мозирі, отамана Бугая, полковника паволоцького Адама Хмелецького, які протидіяли вступові коронних військ на козацьку територію..
М. Грушевський зазначає, що в 1652 р. Хмелецький був полковником зв'ягельським; його називали одним з контр-гетьманів — тобто він сам мав намір стати гетьманом. «Зачуваю, що другим робишся Хмельницьким, — писав до нього в тому самому часі відомий посол Речі Посполитої Станіслав Яніцький, кум Хмелецького, який мав взагалі численні зв'язки серед тодішньої української шляхти, — розписуєш універсали по волості, називаєш себе опікуном Хмельницького. Пам'ятай про жінку й дітей. Скинь пиху з серця, здайся цілковито на панську ласку, обіцяю тобі, що не загинеш». Може це були щирі обітниці, але Хмелецький не послухав цих «кумових» порад.

#### Смерть
Уряд Речі Посполитої зажадав від Хмельницького вгамування колотнечі та бунтів, дотримання Білоцерківського миру і покарання винних. У кінці квітня 1652 р. в Корсуні відбулася зустріч козацьких представників на чолі з київським полковником Антоном Ждановичем із польським комісарами — Аксаком, Завішою, Маховським і Лянцкоронським, під час якої обговорювалися спільні заходи проти порушників миру. За рішенням цієї комісії основних учасників бунту схопили, а провідників виступів М. Гладкого, Л. Мозирю та А. Хмелецького було страчено. 8 (18 травня) 1652 року у Паволочі останнього зненацька було схоплено й тут же на ринку йому було відтято голову. Як образно писав історик А. Роллє, «Комісія судила бунтарів… Злетіло в той час кільканадцять голів на ринках українських містечок; з видатних особистостей на смерть були засуджені: віддавна покозачений син (реально — небіж) славного київського воєводи Стефана Хмелецького, за те, що громадив навколо себе чернь і прагнув проголосити себе гетьманом; екзекуція відбулася у Паволочі — тимчасовій резиденції бунтаря».